# Estación Minowabashi
La estación Minowabashi (三ノ輪橋停留場 Minowabashi-teiryūjō?) de la línea Toden Arakawa, pertenece al único sistema de tranvías de la empresa estatal Toei, y está ubicada en el barrio especial de Arakawa, en la prefectura de Tokio, Japón.

## Otros servicios
- Metro de Tokio
  - Estación Minowa
- Toei Bus
  - Línea 43: hacía la oficina de autobuses de Senju (Tokyo Metropolitan bus Senju bus office - 都営バス千住自動車営業所)
  - Línea 43: hacía la estación Asakusa (vía estación Tawaramachi)

## Sitios de interés
- Templo Kiyoshi (浄閑寺)
- Antigua tienda de golosinas (駄菓子屋)
- Paseo de compras Joyful Minowa (ジョイフル三ノ輪)
- Distrito de Mikawashima
- Distrito de Senzoku (Yoshihara)
- Distrito de Sanya

## Historia
- 1913 (1 de abril): Inauguración de la estación.
- 1942 (1 de febrero): La línea es adquirida por la ciudad de Tokio.
- 1943 (10 de octubre): Se vuelve parte de la línea Toden Arakawa, luego de la unificación de líneas.
- 1978: Se separan los andenes, dejando de ser enfrentados.
- 2008: Es restaurada a su aspecto original, junto a otras estaciones de la línea.

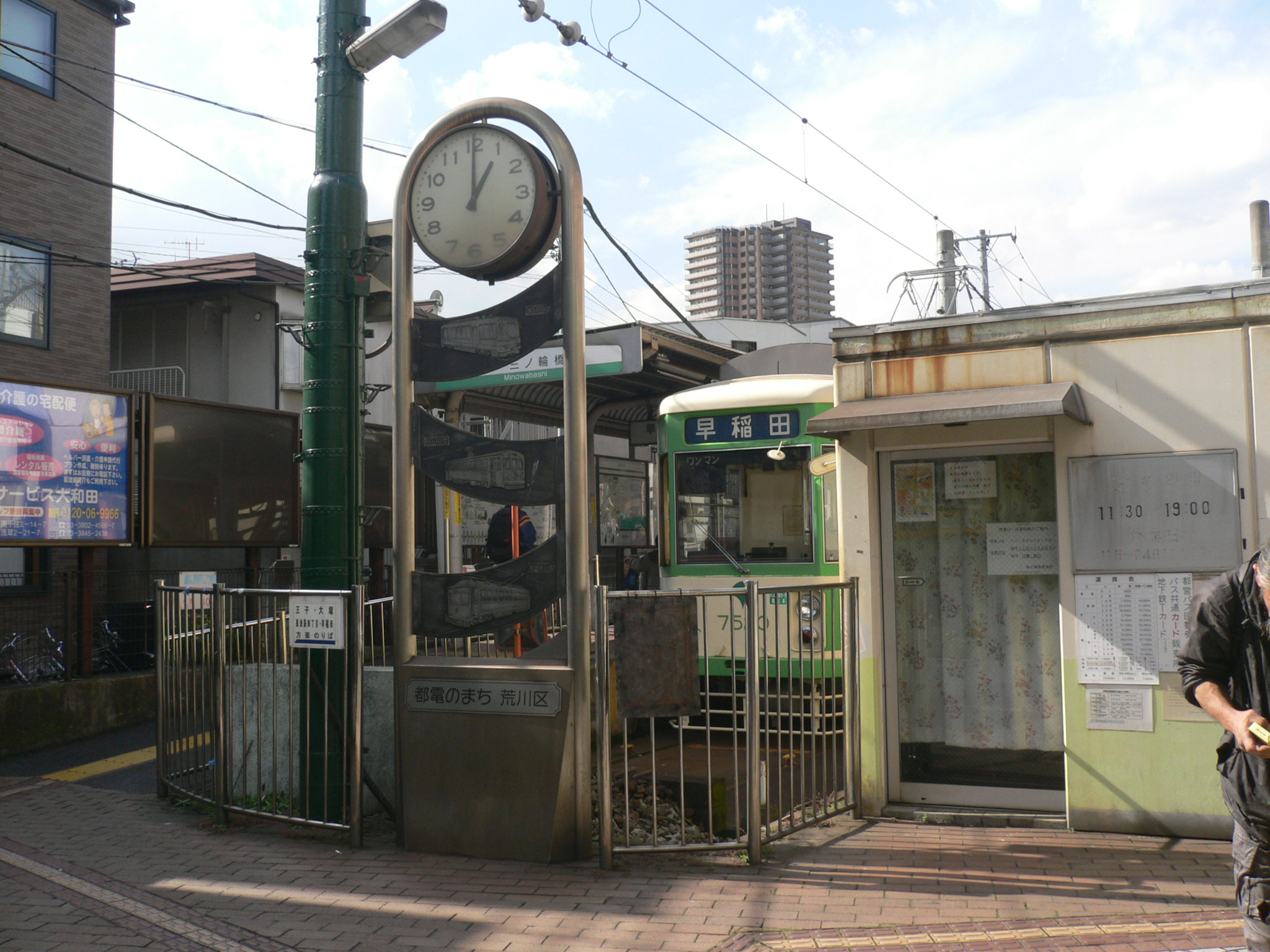
En 2005, antes de su remodelación.
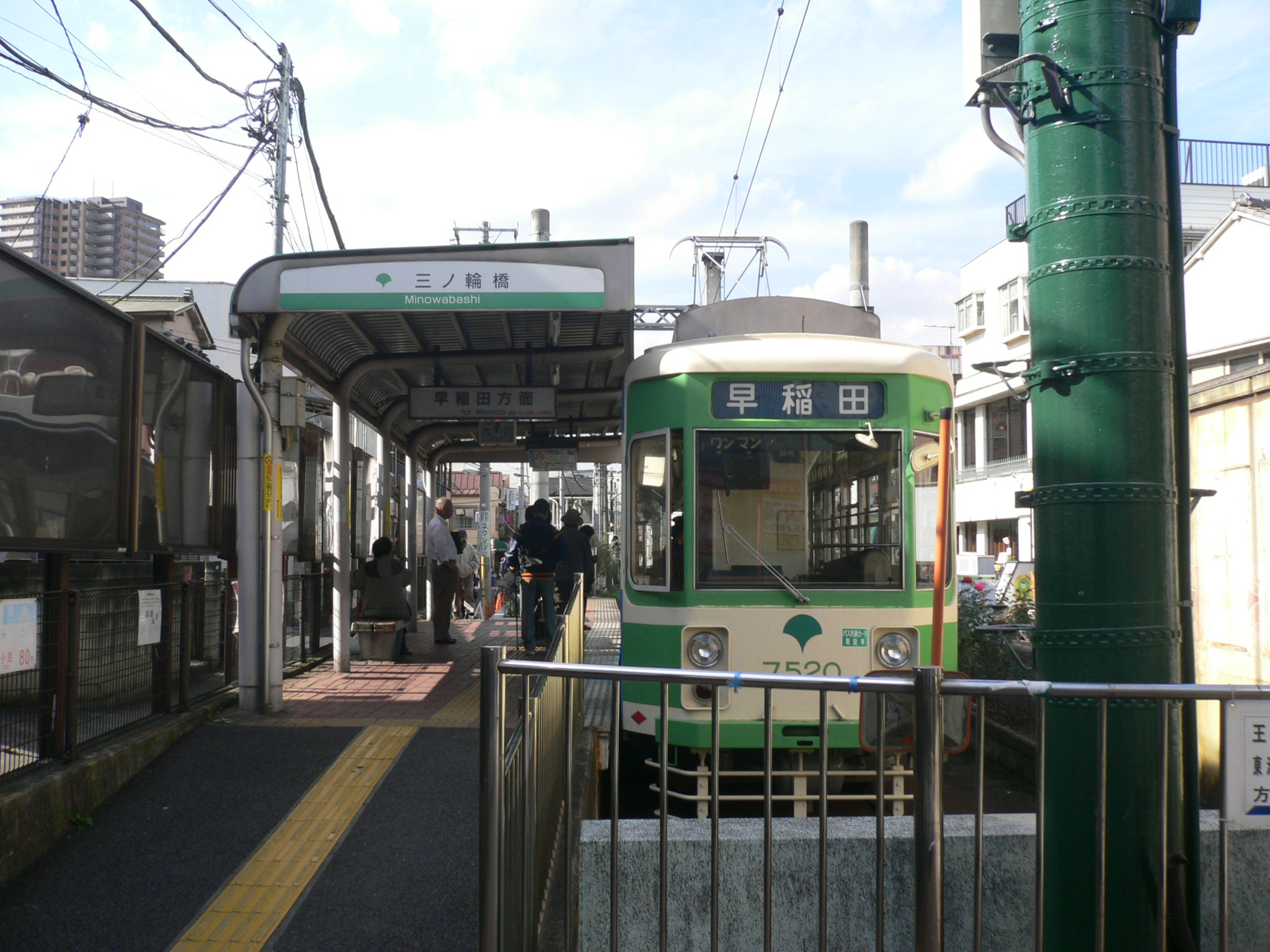
En 2005, antes de su remodelación.
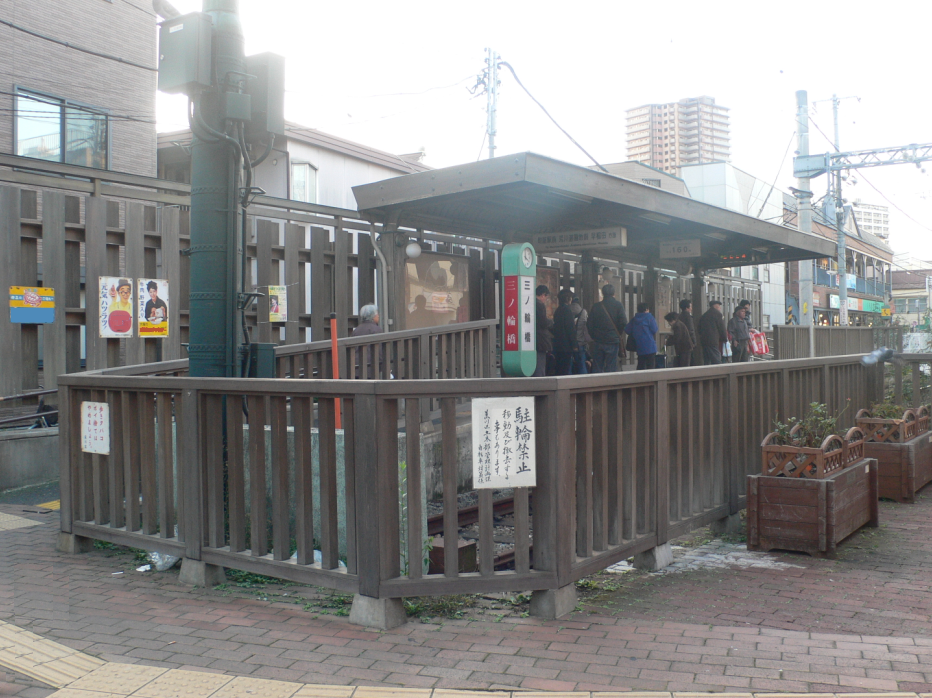
En 2008, luego de su remodelación.